# Regno di Serbia
Il Regno di Serbia (in serbo: Краљевина Србија, Kraljevina Srbija) fu uno Stato dei Balcani dal 1882 al 1918. La Serbia era stata riconosciuta indipendente dal Congresso di Berlino nel 1878 come principato.

## Contesto storico
Dominati dall'Impero ottomano dal 1389, i Serbi, dopo secoli di tentativi infruttuosi e di piccole battaglie e guerriglie, organizzarono una grande rivolta nel 1808, guidati dal condottiero Karađorđe Petrović, che durò fino al 1813, ma che, dopo una prima vittoria, ebbe esito fallimentare. Nel 1815 Miloš Obrenović, un notabile che aveva conquistato la fiducia del sultano Mahmud II, guidò una seconda rivolta che portò al riconoscimento dell'autonomia della Serbia che si organizzò in principato.
Nel 1867 il principe Mihailo III ottenne l'allontanamento dell'ultima guarnigione turca dal suo territorio, stabilendo di fatto l'indipendenza del Paese e spostò la capitale da Kragujevac a Belgrado. L'indipendenza fu ratificata internazionalmente dal Trattato di Berlino nel 1878, al termine della guerra russo-turca, quando a regnare sulla Serbia era il principe Milan IV.

## Re Milan I

Re Milan I

L'indipendenza della Serbia, durante la conferenza di pace, fu caldeggiata dall'Impero austro-ungarico con cui, quindi, il principe Milan aveva un debito di riconoscenza. Vienna richiese che la Serbia creasse un sistema ferroviario che la collegasse con i territori dell'Impero e che la stessa economia serba fosse legata a quella austriaca. Nel Paese sorsero subito due fazioni, quella filo-austriaca e quella filo-russa che preferiva che le relazioni economiche e le ferrovie collegassero il principato all'impero zarista. Milan IV si risolse ad accondiscendere alle richieste austriache e sviluppò infrastrutture di collegamento coi territori dell'Austria-Ungheria e concluse con Vienna importanti accordi commerciali e doganali che resero la Serbia, di fatto, dipendente dall'Austria. Il principe nominò ministri del proprio governo politici della fazione filo-austriaca.
L'Impero austro-ungarico rispose alle politiche di amicizia del principe Milan appoggiando la sua autoproclamazione a re: nel 1882, il sovrano prese il nome di Milan I, monarca del Regno di Serbia.

### Dispotismo e politica

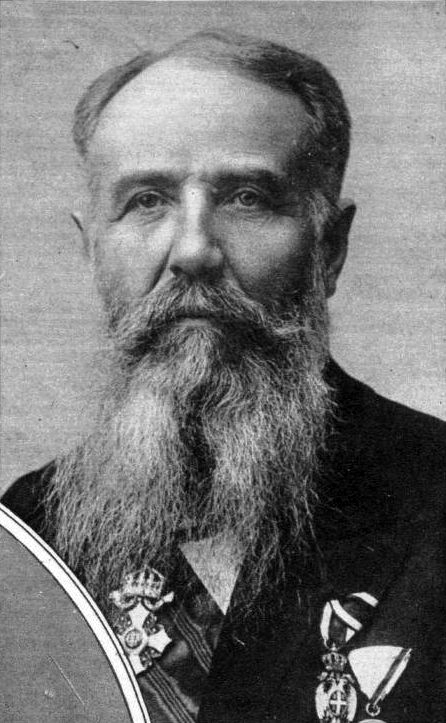
Nikola Pašić

La Costituzione del Principato di Serbia concessa nel 1869 da Mihailo III affidava il potere legislativo all'Assemblea nazionale, i cui membri erano per due terzi nominati dal sovrano e per un terzo eletti dal popolo con suffragio censitario da cui era esclusa la classe sociale più numerosa, ossia i contadini.
Questa regola fu mantenuta anche da re Milan; i principali partiti politici erano quello liberale, guidato da Jovan Ristić, e quello radicale di Nikola Pašić. Ristić era a capo del governo durante la conferenza di pace di Berlino, ma si dimise quando il sovrano iniziò la sua politica filo-austriaca. Nonostante ciò, Milan I prediligeva i liberali che venivano considerati il partito del re.
I contadini, incitati dai politici radicali, manifestavano spesso il proprio malcontento; il re, quindi decise di disarmare il popolo, temendo insurrezioni, e ordinò a tutti i civili di consegnare le armi. Nel 1883 i contadini della città di Zaječar, nella Kraina, si ribellarono e il sovrano soffocò la sollevazione nel sangue; iniziò, quindi, una dura repressione nei confronti dei radicali, tanto che Nikola Pašić dovette riparare in Bulgaria. Disarmato il popolo, Milan decise di creare un esercito regolare, che fino ad allora non esisteva.

### Il conflitto con la Bulgaria

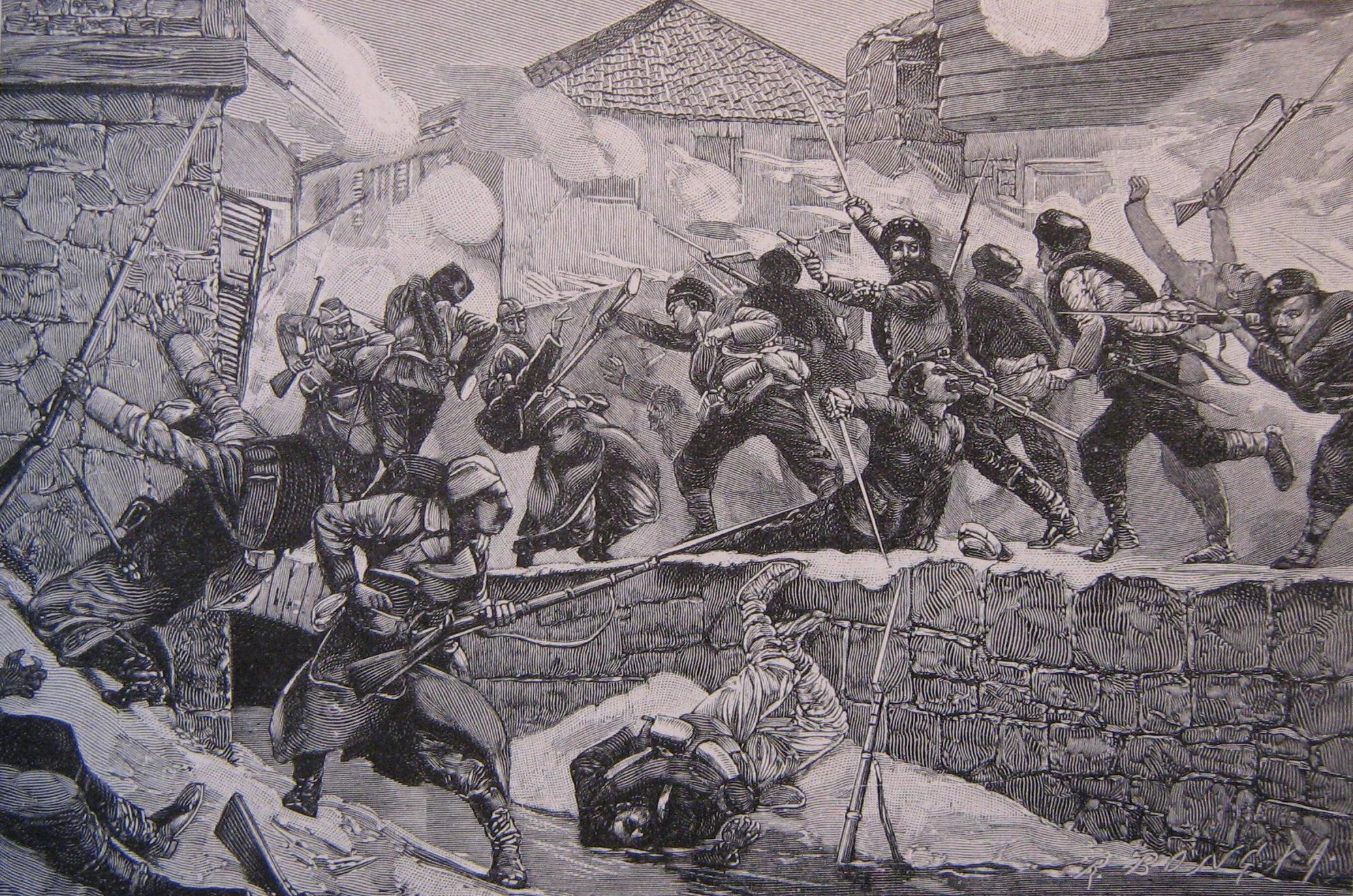
La presa di Pirot

Il 6 settembre 1885 il principato di Bulgaria e la Rumelia orientale, provincia appartenente alla Turchia con uno status di semiautonomia deciso dal Trattato di Berlino, dichiararono la propria unificazione nella città di Plovdiv. L'Impero russo e quello austro-ungarico manifestarono la loro contrarietà. Re Milan si oppose anch'egli, a causa dell'asilo che la Bulgaria aveva concesso ai dissidenti radicali e, con la promessa da parte austriaca di ingrandimenti territoriali a danno della Bulgaria in caso di vittoria, il 14 novembre dichiarò la guerra. Il pretesto fu una disputa territoriale lungo il fiume Timok.
Il sovrano si mise personalmente a capo dell'esercito: diede il comando delle diverse divisioni a ufficiali con poca esperienza e reclutò solamente una parte della truppa. Dal 19 al 28 novembre fu combattuta la battaglia di Slivnica, che vide la vittoria delle armate bulgare che si spinsero fino alla città serba di Pirot, mentre l'esercito di Milan I dovette riparare a Niš. Il 7 dicembre fu siglato il cessate il fuoco e, grazie all'intervento dell'Austria che minacciò l'entrata in guerra, il 3 marzo 1886, a Bucarest, venne siglata la pace con un trattato che lasciava i confini intatti alla situazione precedente alla guerra.

### La costituzione liberale
L'intervento di Vienna nel conflitto causò un'ulteriore sudditanza di Belgrado alle politiche austriache. Poco tempo dopo la guerra, il re fu vittima di un attentato all'interno del palazzo reale, che fu, però, sventato dalle guardie.
La tassazione elevata, il malcontento dei contadini e il legame troppo stretto con l'Impero asburgico fecero sorgere nel popolo un forte risentimento nei confronti del sovrano, che nel 1888 decise di concedere una nuova costituzione più liberale di quella del 1869.
Nella nuova carta venivano riconosciute molte libertà ai cittadini, tra cui quella di parola e quella di stampa, anche se con limitazioni attraverso la censura nei casi di offese al sovrano. Venne ribadito il sistema parlamentare monocamerale con diritto di voto a suffragio censitario, ma furono introdotti contrappesi istituzionali al potere regio che ne limitavano l'arbitrio. Nella costituzione venne regolamentata la successione al trono nell'ambito della famiglia Obrenović.
Dopo aver assicurato la corona ai propri discendenti, Milan I firmò un decreto di abdicazione a favore del figlio primogenito, il principe Alessandro, allora tredicenne, che fu posto sotto l'autorità di un Consiglio di reggenza, presieduto dal politico liberale Jovan Ristić, fedelissimo di re Milan.

## Re Alessandro I

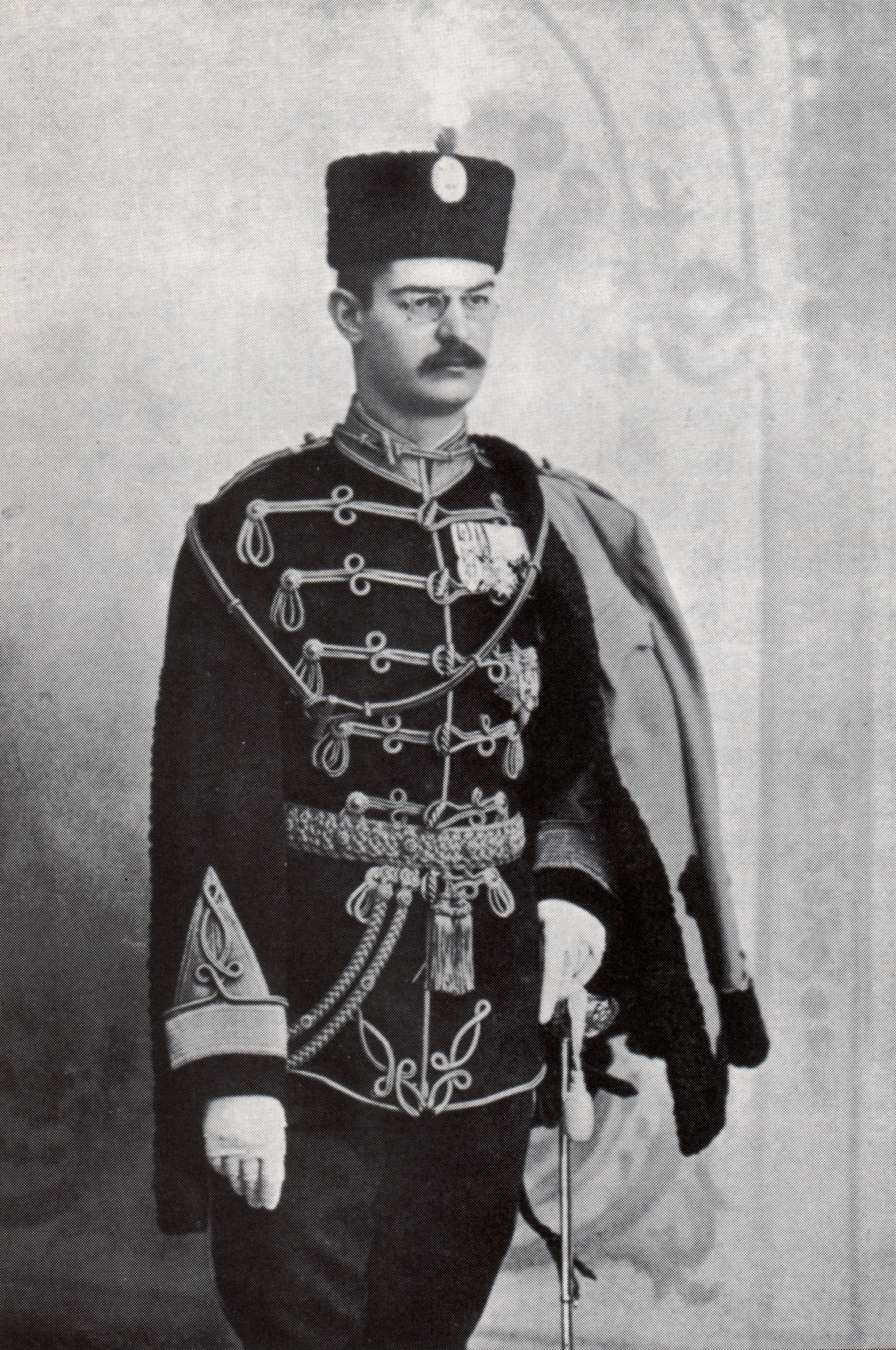
Alessandro I

Milan I aveva sposato nel 1875 la nobildonna russa Natalija Keško. Col passare degli anni, tra i due sorsero numerosi dissidi di carattere sia personale che politico.
Milan e Natalija divorziarono nel 1888 e si contesero l'educazione del giovane erede al trono. Il Consiglio di reggenza, di idee conservatrici, era filo-austriaco, sulla linea di re Milan, appoggiato dal partito liberale, mentre la regina Natalija, che era filo-russa, premeva perché il principe fosse instradato ad attuare una politica meno dipendente da Vienna. La regina, infatti, non condivideva l'influenza austriaca sullo Stato serbo, che non era condivisa nemmeno dalla maggioranza radicale del parlamento, la quale fece modificare la Costituzione, nominando unico erede legittimo il principe Alessandro, estromettendo dalla successione i possibili altri figli che re Milan avesse potuto avere in futuro.
Tra il 1889 e il 1893 la politica serba fu dominata dai contrasti tra la Reggenza, l'ex sovrana e il Parlamento: quando nel 1892 i Reggenti sfiduciarono il governo radicale per creare un ministero liberale, la paralisi politica fu completa. Per far fronte alla grave crisi di liquidità, si ricorse ad una massiccia emissione di titoli di stato che accrebbero a dismisura l'indebitamento nazionale.
Le elezioni politiche del 1893 videro eletti all'Assemblea Nazionale tanti liberali quanti radicali. Il 1º aprile 1893 Alessandro, ancora sedicenne, decise di affrancarsi dal Consiglio: dopo una cena a palazzo in cui aveva invitato i Reggenti e i membri del governo, con l'appoggio dei militari si dichiarò maggiorenne e prese in mano il potere nel Regno.

### Politica interna e internazionale

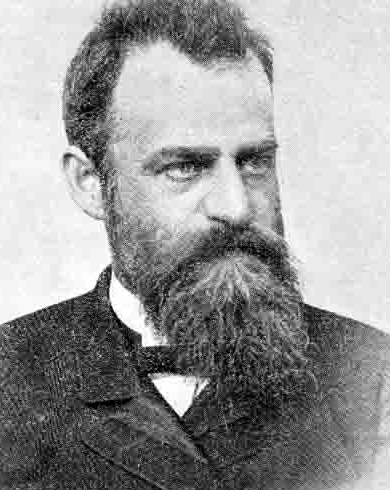
Lazar Dokić

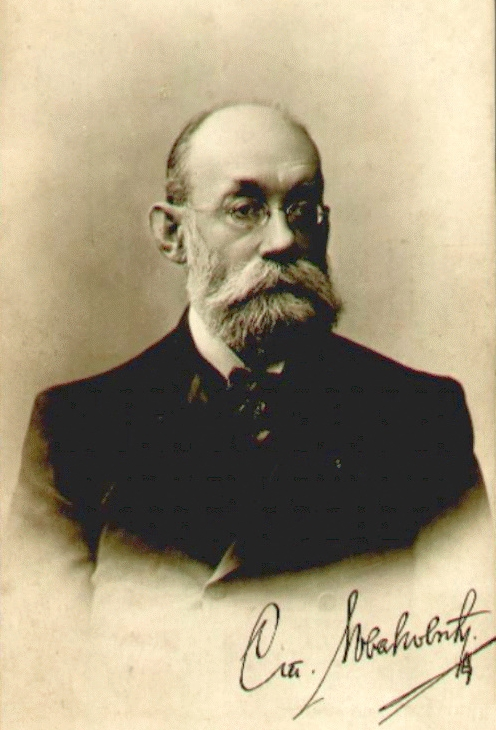
Stojan Novaković

La prima mossa di Alessandro I fu la sfiducia al governo liberale di Jovan Avakumović e la costituzione di un esecutivo radicale, guidato da Lazar Dokić, che iniziò una politica di cooperazione economica con l'Impero russo. Il primo ministro Dokić morì e fu sostituito da Sava Grujić; i rapporti tra Alessandro I e i radicali però si andarono deteriorando: il 9 gennaio 1894 Alessandro richiamò il padre, Milan I, a Belgrado e subito l'ex sovrano ricominciò ad interessarsi degli affari di stato operando in maniera difforme dalla linea del governo, che si dimise.
Dopo la formazione e la caduta di due altri esecutivi, il 9 maggio 1894 Alessandro, con un colpo di Stato, abolì la costituzione liberale del 1888 e ripristinò quella del 1869, poiché riteneva che i radicali avessero abusato delle loro posizioni e che i Serbi non fossero pronti per la democrazia: la vecchia costituzione, infatti, affidava al re un potere molto ampio. Su suggerimento di Milan I, re Alessandro fece un viaggio di Stato a Vienna per allacciare relazioni politiche, ma al suo ritorno fu contestato dalla popolazione poiché l'Impero austro-ungarico aveva in animo di annettere la Bosnia e l'Erzegovina che, fino ad allora, costituivano solo un protettorato dell'Austria.
Il 7 giugno 1895 il re affidò il governo al progressista Stojan Novaković, che cercò di riorganizzare le finanze del Paese sempre sull'orlo del collasso. La politica estera serba si indirizzò verso la cooperazione con la Turchia per cercare di migliorare le difficili condizioni di vita dei serbi del Kosovo vessati dalla popolazione albanese e dal governo locale, creando nuovi consolati a Salonicco e a Bitola, appoggiandosi alla diplomazia russa che si era volutamente disinteressata dei problemi dei serbi in Kosovo a causa della politica filo-austriaca di re Milan I.
Durante la guerra greco-turca del 1897 per il possesso dell'isola di Creta, Alessandro I mantenne la Serbia neutrale, pur solidarizzando con il Regno di Grecia, non volendo perdere il favore di Costantinopoli nella questione kosovara. Nell'estate del 1889 il governo ottomano, infatti, si impegnò ad una maggiore vigilanza, dopo che parte della popolazione albanese aveva attaccato villaggi serbi ed anche alcune postazioni dell'esercito di frontiera, oltrepassando il confine.

### Dissidi dinastici e mutamenti politici

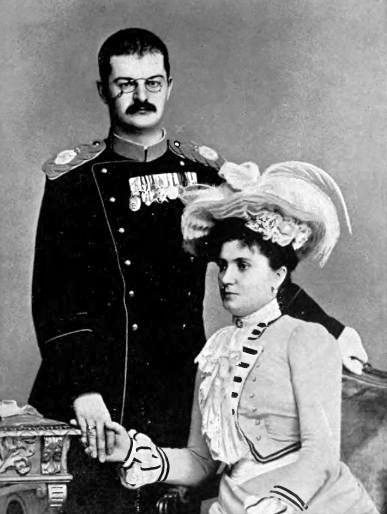
Alessandro I e Draga

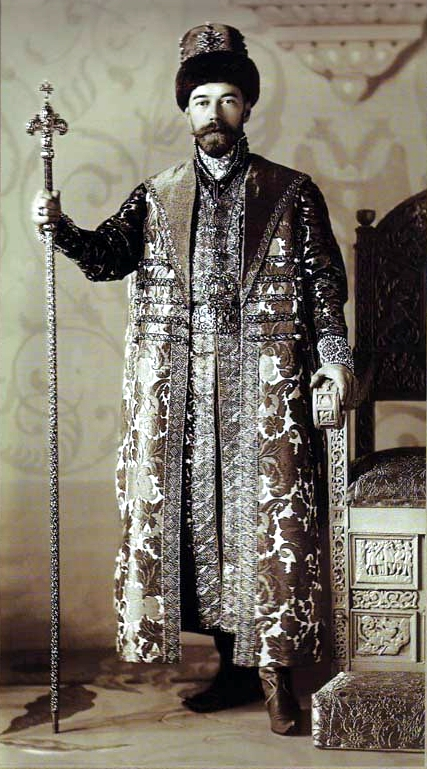
Nicola II di Russia

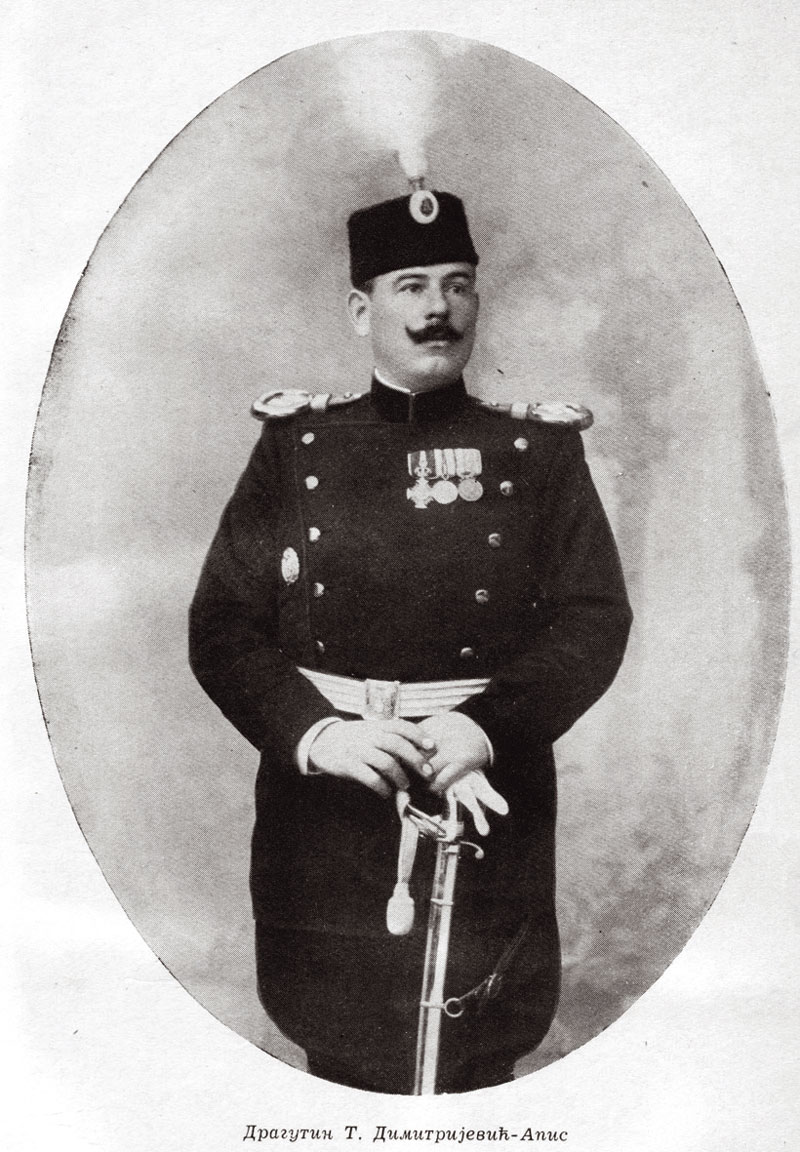
Dragutin Dimitrijević

La naturale predilezione di Alessandro I per la Russia, favorita dai consigli della madre Natalija, che nel 1895 era stata riaccolta in Serbia dopo esserne stata esiliata dopo il divorzio, e la politica di suo padre Milan che, da capo dell'esercito, aveva grandi poteri e molta autonomia, lasciavano il regno in una situazione ondivaga in campo internazionale, provocando risentimenti sia nella popolazione che nelle classi dirigenti e un forte spaesamento. A complicare la posizione del re intervenne la decisione di sposare la vedova Draga Mašin, una delle ex dame di compagnia della madre.
Re Milan, che era stato inviato all'estero dallo stesso Alessandro, si rifiutò di tornare in patria, la regina Natalija cercò di farlo ricredere, descrivendogli la cattiva fama di cui godeva la signora in Europa, il governo si dimise, il Patriarcato ortodosso cercò di opporsi alla celebrazione delle nozze. Solo lo zar Nicola II di Russia si congratulò con questa scelta: il re rinforzò le relazioni con l'impero zarista e richiamò i radicali al governo; nell'agosto del 1900 si celebrarono le nozze, che furono accolte in maniera totalmente negativa dalla popolazione.
Il 6 aprile 1901 Alessandro diede al paese una nuova costituzione più liberale che introdusse il sistema parlamentare bicamerale con la creazione di un senato.
Alessandro e Draga non avevano figli perché la sovrana era sterile. La regina annunciò, però, di essere incinta, ma fu smentita dal medico di corte dello Zar. Il sovrano russo si irritò per l'inganno e la Serbia cercò un riavvicinamento con l'Austria. A seguito dello scandalo sulla gravidanza della regina, che ebbe eco in tutta Europa portando discredito sulla corona serba, Alessandro dichiarò erede provvisorio il fratello della regina, Nikodije Lunjevica, e stabilì che il principe Mirko, figlio minore di Nicola I del Montenegro, sarebbe asceso al trono se la coppia reale fosse rimasta senza eredi. Queste decisioni irritarono i politici, che organizzarono, il 23 marzo 1903, una grande manifestazione a Belgrado, repressa nel sangue. Il giorno successivo, Alessandro sospese la costituzione, dimise tutta la classe dirigente che gli era avversa sostituendola con uomini a lui fedeli e ridiede immediatamente validità alla costituzione.
Il sovrano, ormai, non godeva più di alcun prestigio internazionale, in patria era detestato e deriso; gli alti gradi dell'esercito e della politica, quindi, decisero che fosse giunto il momento di liberarsi di lui: tra questi, il capitano Dragutin Dimitrijević, l'ex primo ministro Nikola Pašić e lo stesso Mirko del Montenegro, assieme ad elementi della società segreta Crna ruka. All'alba dell'11 giugno 1903 Dimitrijević entrò con un plotone dell'esercito nel palazzo reale: il re e la regina furono catturati ed uccisi. Gli insorti decisero che a succedergli dovesse essere il principe Pietro Karađorđević, che viveva in esilio a Ginevra da privato cittadino.

## Re Pietro I

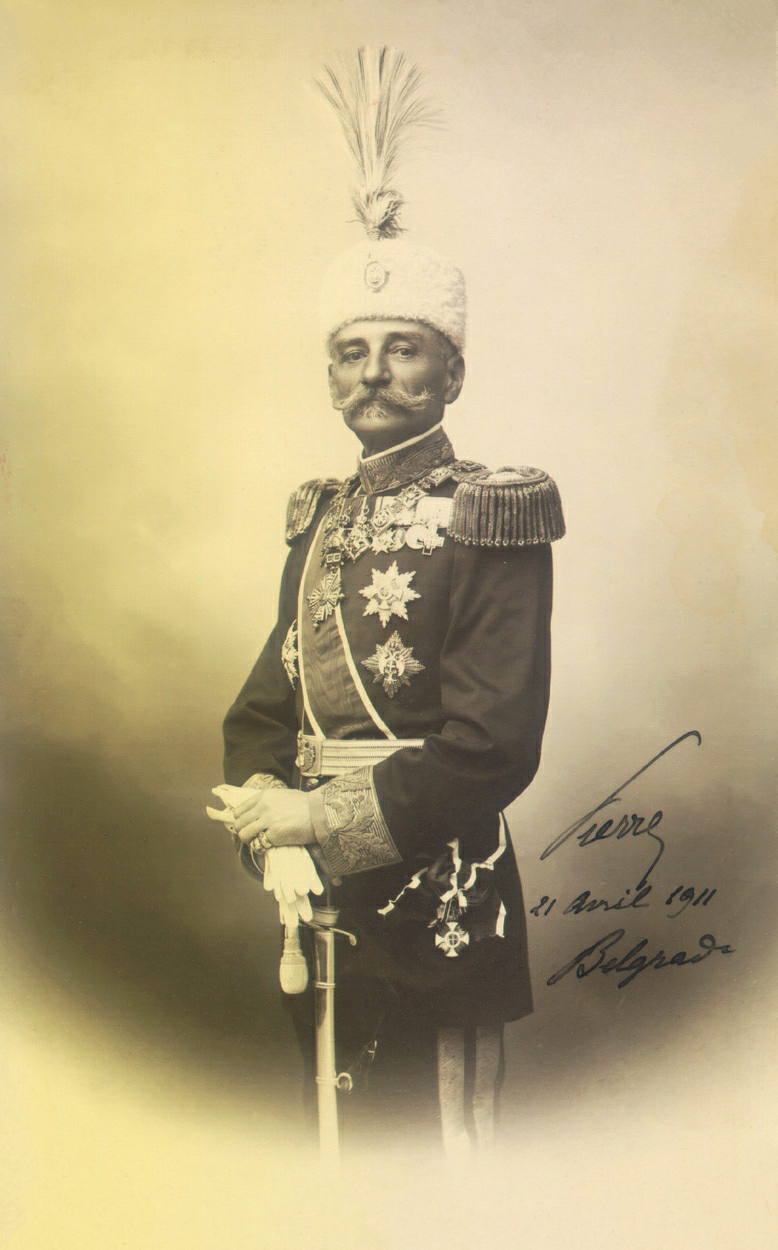
Pietro I

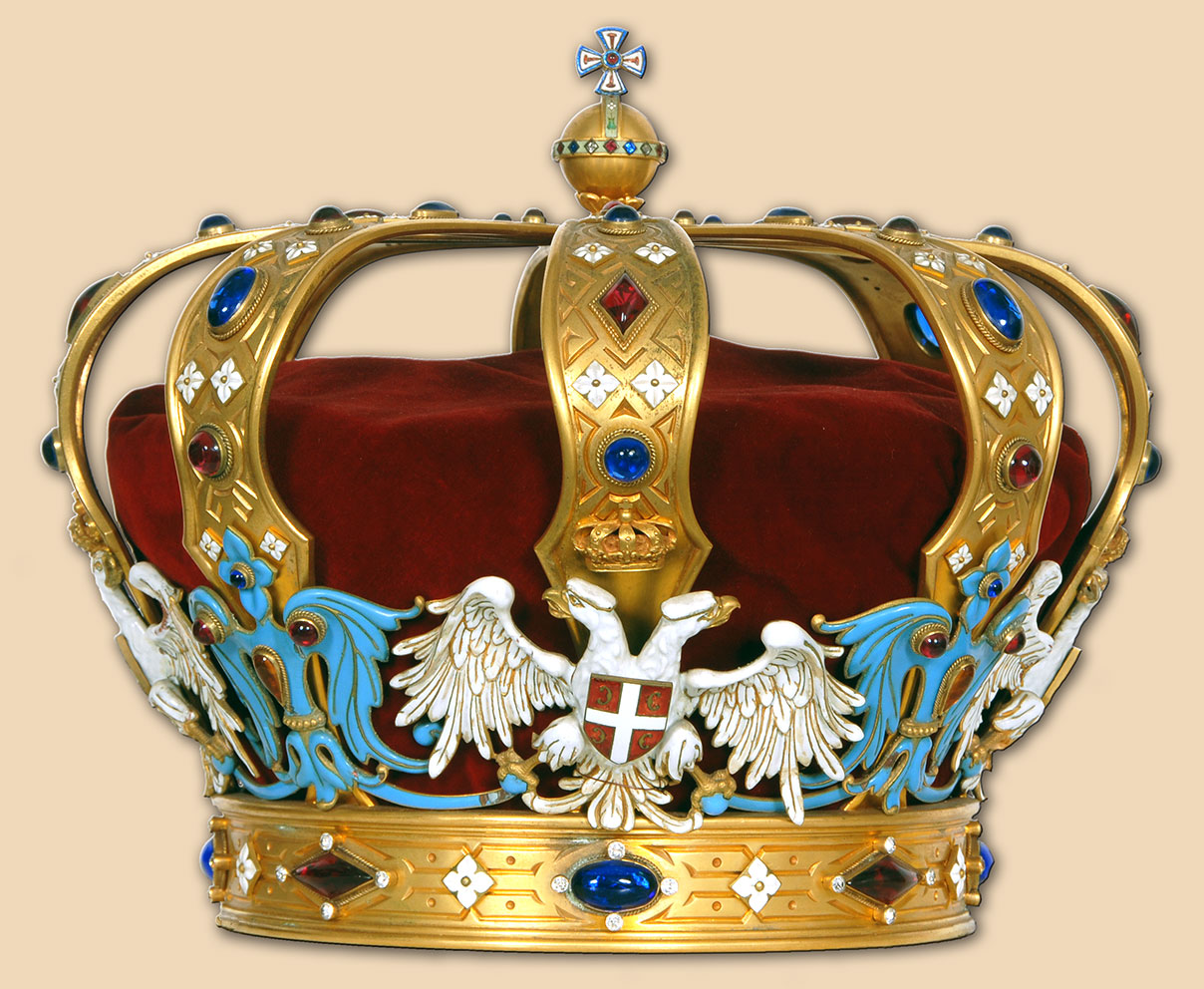
La corona

Su invito del Parlamento, il principe Pietro fece ritorno a Belgrado e il 15 giugno 1903 venne incoronato re della Serbia col nome di Pietro I. A differenza dei suoi predecessori, il sovrano decise di instaurare un regime di monarchia costituzionale, ridando efficacia alla carta fondamentale del 1888 e conferendo i poteri che gli erano propri all'Assemblea Nazionale. Si iniziarono anche grandi riforme per migliorare l'agricoltura e incentivarne le esportazioni per sopperire al forte indebitamento della popolazione rurale.

### La crisi bosniaca

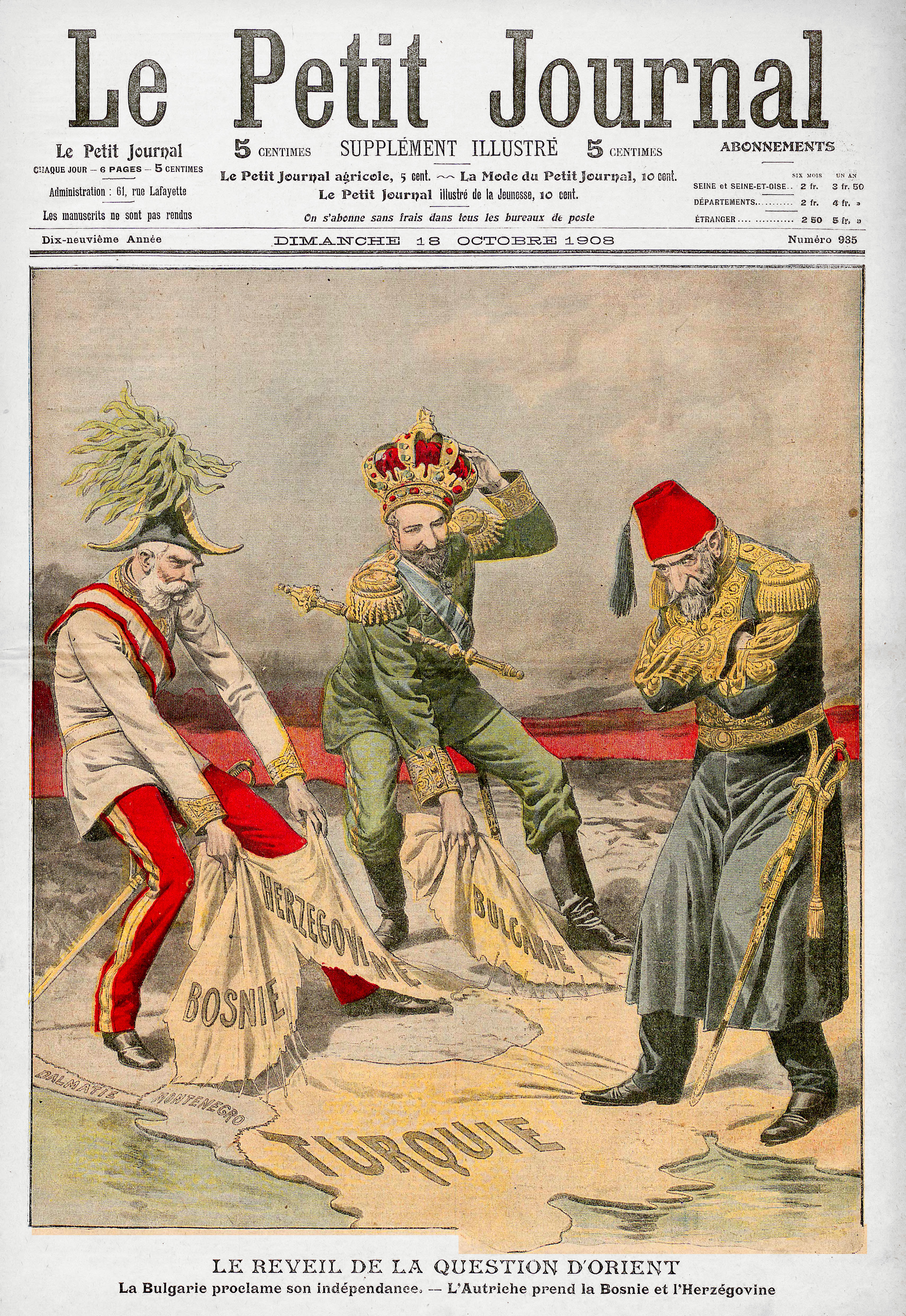
Vignetta satirica sull'annessione della Bosnia

Già durante il regno di Alessandro I, la Serbia aveva iniziato una politica di avvicinamento a sé delle popolazioni slave che vivevano nell'Impero asburgico e in quello turco. Importante fu, in questo senso, l'opera dell'ex primo ministro Stojan Novaković, che aveva avuto una serie di importanti contatti con le figure più rappresentative dei croati, degli sloveni e dei bosniaci e che aveva iniziato a creare l'idea di una unificazione delle comunità slave dei Balcani. Pietro I, da parte sua, si staccò definitivamente dall'approccio filo-austriaco che aveva caratterizzato il regno di Milan I e assecondò l'idea panslava, anche sotto l'influenza dell'associazione segreta Crna ruka che aveva contribuito alla sua ascesa al trono. L'Austria rispose alla nuova politica imponendo nel 1906 il blocco delle importazioni di suini dalla Serbia.
Il 5 ottobre 1908 il principe Ferdinando, reggente di Bulgaria, dichiarò l'indipendenza del suo Paese dall'Impero ottomano, assumendo il titolo di re. Poiché questo atto contravveniva alle disposizioni del Trattato di Berlino sull'assetto dei Balcani, Francesco Giuseppe I d'Austria decise di approfittarne e di annettere al proprio impero la Bosnia e l'Erzegovina, gesto che fin lì non aveva potuto compiere proprio per non turbare gli equilibri geopolitici dell'area. Le reazioni in Serbia furono immediate: il principe ereditario Giorgio si pose alla testa di imponenti dimostrazioni a Belgrado per radunare il popolo e venne mobilitato l'esercito con la chiamata alle armi di oltre 120 000 uomini. Il ministro degli esteri Milovanović si recò in visita di stato nelle principali capitali europee per concordare una protesta internazionale verso Vienna e il capo del governo Pašić andò a San Pietroburgo per chiedere l'appoggio dello Zar. La Francia, il Regno Unito, la Turchia, la Russia e il Montenegro si dichiararono contrari all'annessione, mentre la Germania e l'Italia appoggiarono l'Austria.
Per sei mesi le diplomazie europee furono alle prese con una grande crisi internazionale che sarebbe sfociata in una guerra se il ministro degli esteri russo Izvol'skij non avesse deciso di togliere l'appoggio alla Serbia dopo che la Turchia e la Francia avevano ricevuto concessioni dall'Austria e dalla Germania in cambio dell'assenso all'annessione. Il 31 marzo 1909 Pietro I siglò una nota con la quale rinunciava all'atteggiamento di protesta. Ormai però in Serbia il sentimento antiaustriaco era cresciuto e quello panslavo si stava diffondendo: venne infatti fondata la Narodna Odbrana, un'associazione per la difesa dei Serbi in Bosnia-Erzegovina che si strutturò anche come organizzazione paramilitare.

### Le guerre balcaniche

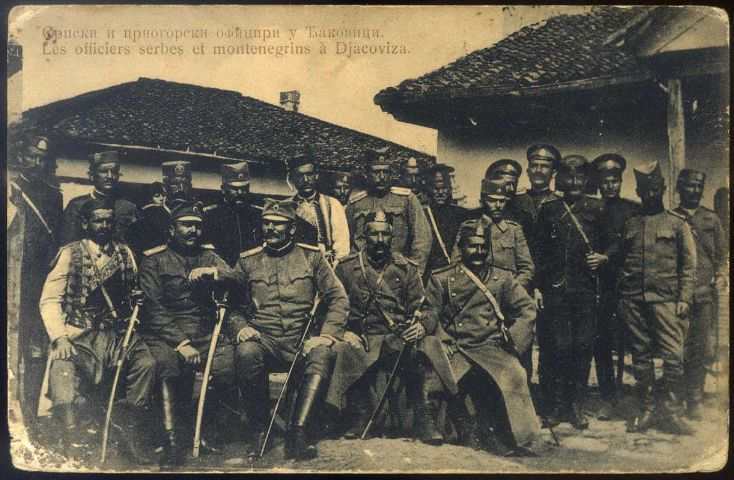
Serbi e Montenegrini a Đakovica

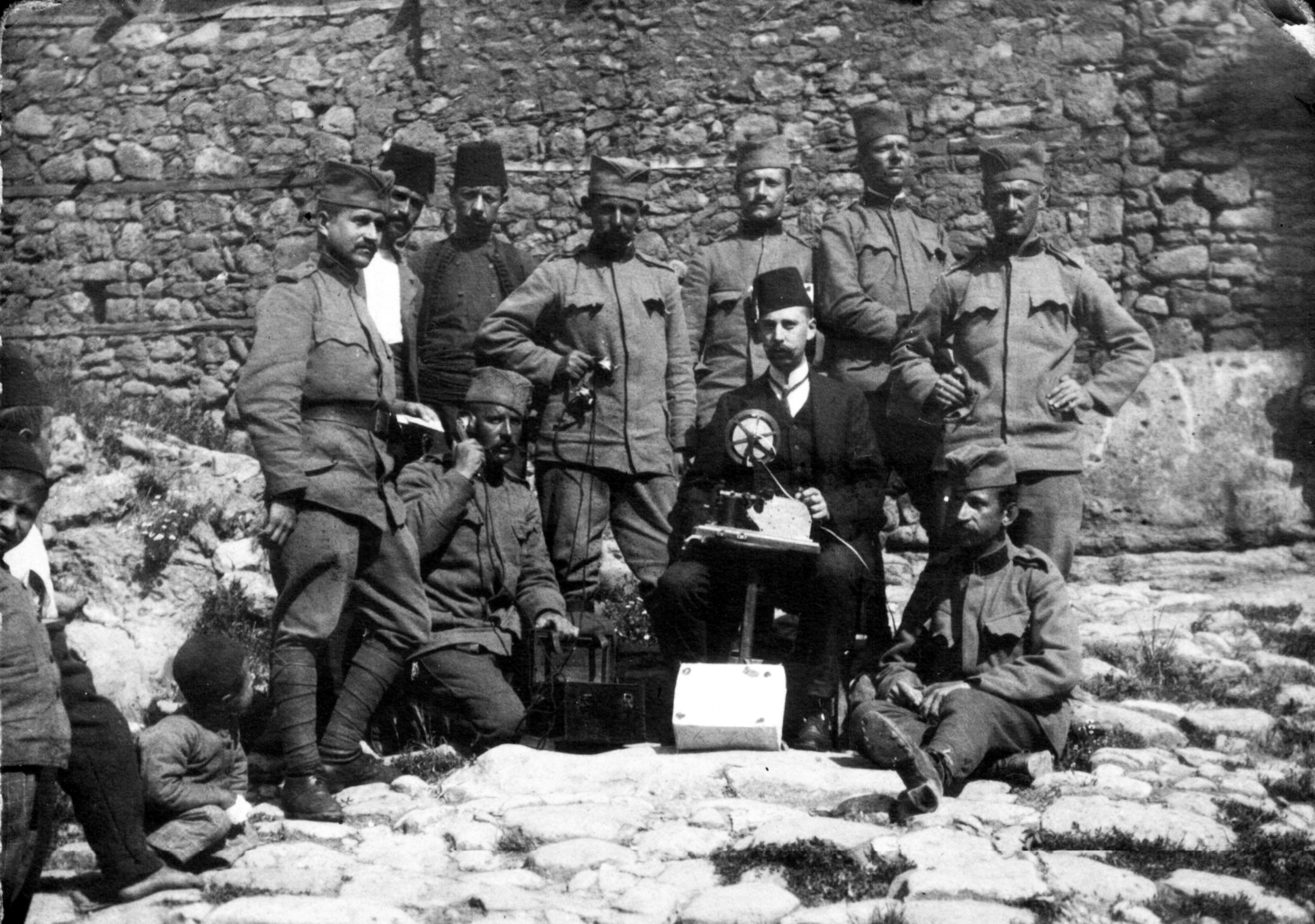
Soldati serbi a Kratovo nel 1913

Nei decenni precedenti la Serbia aveva iniziato ad interessarsi degli affari religiosi dei cristiani ortodossi della Macedonia e della situazione dei Serbi del Kosovo. Avendo dovuto ingoiare l'amaro boccone dell'annessione della Bosnia-Erzegovina, il governo decise di riconquistare quei territori che costituivano la "Vecchia Serbia", ossia il Kosovo, la Metochia e il Sangiaccato, in mano ai Turchi ma che erano state le terre in cui nel Medioevo era nata la nazione serba e da cui i Serbi erano stati espulsi ad ondate successive nel XVII e XVIII secolo.
Nel maggio 1912 la Serbia firmò coi regni di Grecia, Montenegro e Bulgaria, un'alleanza militare, denominata Lega balcanica, che impegnava i quattro Paesi ad unirsi per combattere insieme l'Impero ottomano per sottrargli quei territori che ognuno di essi rivendicava come propri. Nell'ottobre dello stesso anno iniziò il primo conflitto tra le nazioni della Lega e la Turchia. La Serbia schierò 300 000 soldati divisi in quattro armate, la prima delle quali era guidata dal principe Alessandro, che nel 1909 era stato designato erede al trono dopo l'estromissione del fratello maggiore Giorgio. Dopo sette mesi di battaglie fu messo termine al conflitto col Trattato di Londra, firmato il 30 maggio 1913, che suddivideva tra Serbia e Montenegro il territorio del Sangiaccato.
La suddivisione della Macedonia non fu decisa definitivamente: l'idea predominante era che Grecia e Serbia ne avrebbero occupato la maggior parte del territorio, ma la Bulgaria si oppose. Scoppiò quindi un secondo conflitto che vide la Bulgaria aprire le ostilità contro i suoi vecchi alleati. Alla guerra si unirono anche la Turchia e la Romania. Attaccata su tutti i fronti, la Bulgaria dovette capitolare e il 10 agosto del 1913 fu firmato a Bucarest un trattato di pace che per la Serbia significò l'annessione di quasi tutta la Macedonia, del Kosovo e della Metochia.

### La prima guerra mondiale
Nel giugno del 1914 re Pietro I, a causa del cattivo stato di salute, passò il potere al figlio Alessandro, che divenne reggente e assunse anche la carica di capo dell'esercito. Il 28 giugno 1914 Gavrilo Princip, appartenente all'associazione segreta irredentista Crna ruka che osteggiava la sovranità asburgica sulla Bosnia Erzegovina, uccise in un attentato l'arciduca Francesco Ferdinando d'Asburgo-Este, erede al trono austriaco, mentre era in visita alla città di Sarajevo.
In seguito all'assassinio dell'arciduca, il 28 luglio l'Austria dichiarò guerra alla Serbia e Alessandro, come capo supremo dell'esercito, prese parte al conflitto, coadiuvato dai feldmarescialli Radomir Putnik, Živojin Mišić, Stepa Stepanović e Petar Bojović, con i quali risultò vittorioso nella battaglia del Cer e in quella di Kolubara nel 1914. Nel 1915 anche la Bulgaria entrò in guerra contro la Serbia e la potenza dell'esercito bulgaro, sommata a quella austro-ungarica, determinarono la disfatta delle armate serbe, che dovettero ripiegare verso l'Albania. Nel dicembre del 1915 il grosso dell'esercito serbo, guidato dal principe Alessandro, si trovava sulle coste albanesi tra Valona e Durazzo e con l'appoggio dell'Italia, dopo lunghe trattative, riparò a Corfù e a Biserta.
Da Corfù Alessandro ricostituì l'esercito e lo portò a Salonicco per combattere sul fronte macedone con l'aiuto degli alleati britannici, francesi, italiani e greci, dove vinse diverse battaglie tra cui quella di Kajmakchalan che rafforzò il morale della truppa e invertì le sorti del conflitto. Con la battaglia di Dobro Pole, combattuta il 15 settembre 1918, fu concluso vittoriosamente il conflitto con la Bulgaria.

## L'unificazione degli stati slavi

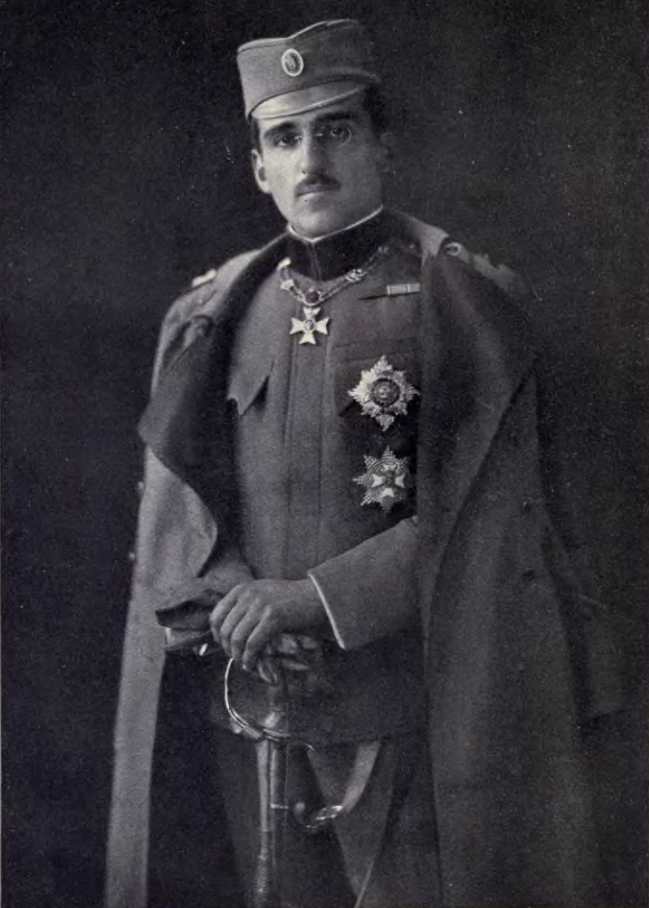
Il principe Alessandro Karađorđević

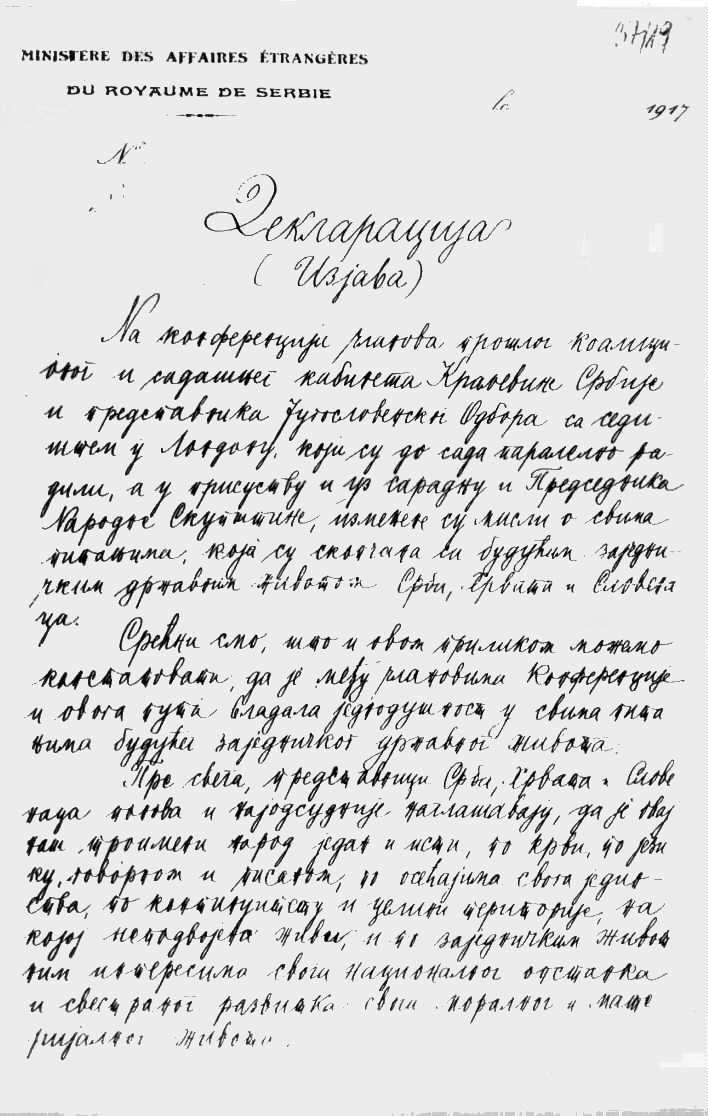
Prima pagina della Dichiarazione di Corfù

Mentre era in corso la ricostruzione dell'esercito serbo, a Corfù erano giunti anche i membri del governo, tra cui il primo ministro Pašić. Il reggente e il governo ricevettero una rappresentanza di personalità serbe, croate e slovene che vivevano a Londra e che avevano formato il "Comitato jugoslavo", un'associazione che promuoveva l'unificazione tra i territori slavi dell'Impero austro-ungarico e il Regno di Serbia in una monarchia costituzionale unitaria, che contava sull'appoggio di molti intellettuali inglesi.
Il 7 luglio 1917 fu firmata la "Dichiarazione di Corfù" che impegnava il Regno di Serbia alla creazione di uno Stato in cui tutte le componenti sociali e religiose avrebbero avuto pari dignità e uguaglianza davanti alla legge.
Terminato il conflitto mondiale, il gesuita sloveno Anton Korošec, il politico serbo Svetozar Pribićević e il medico croato Ante Pavelić diedero vita, il 29 ottobre 1918, allo Stato degli Sloveni, Croati e Serbi, proclamando autonomamente l'indipendenza dei territori slavi dell'Impero austro-ungarico e fissando la capitale a Zagabria. Lo Stato comprendeva la Croazia, la Bosnia, l'Erzegovina, la Voivodina, l'entroterra sloveno, la penisola dell'Istria, parte della Venezia Giulia e la Dalmazia.
Il 1º dicembre 1918 il reggente Alessandro ricevette una delegazione del Consiglio nazionale del neonato Stato degli Sloveni, Croati e Serbi che gli chiedeva di annettere la loro nazione che non godeva di alcun riconoscimento internazionale al Regno di Serbia. Alessandro accettò e quello stesso giorno nacque il Regno dei Serbi, Croati e Sloveni di cui re Pietro I accettò la corona; primo ministro fu nominato Stojan Protić al posto di Nikola Pašić.

## Carte storiche

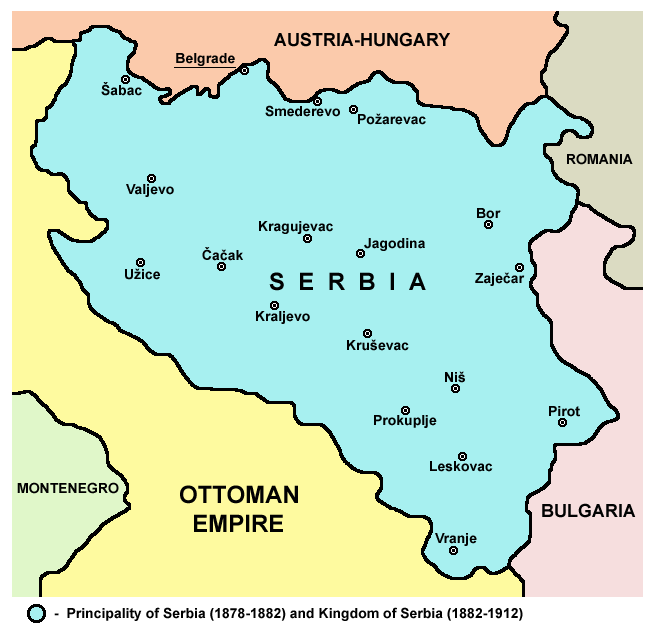
La Serbia nel 1878
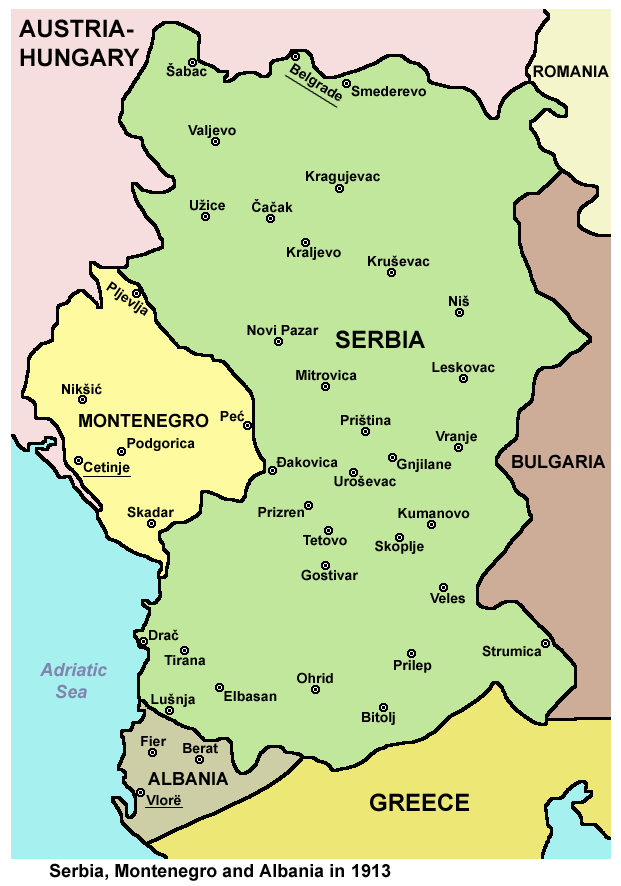
Conquiste serbe e montenegrine dopo la prima guerra balcanica.
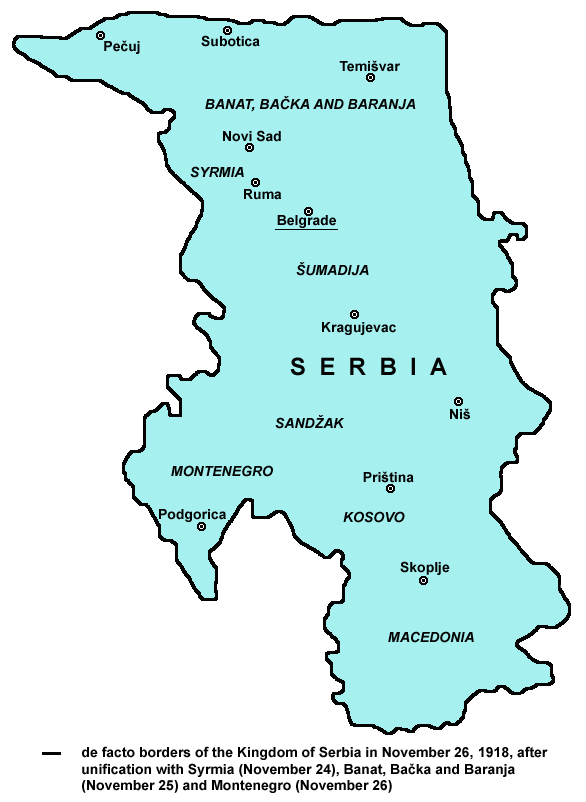
Estensione del regno nel 1918.

## Città e popolazione

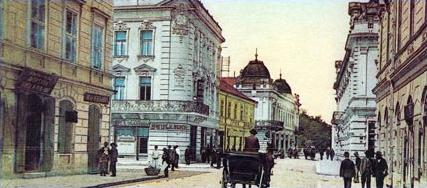
Belgrado all'inizio del XX secolo

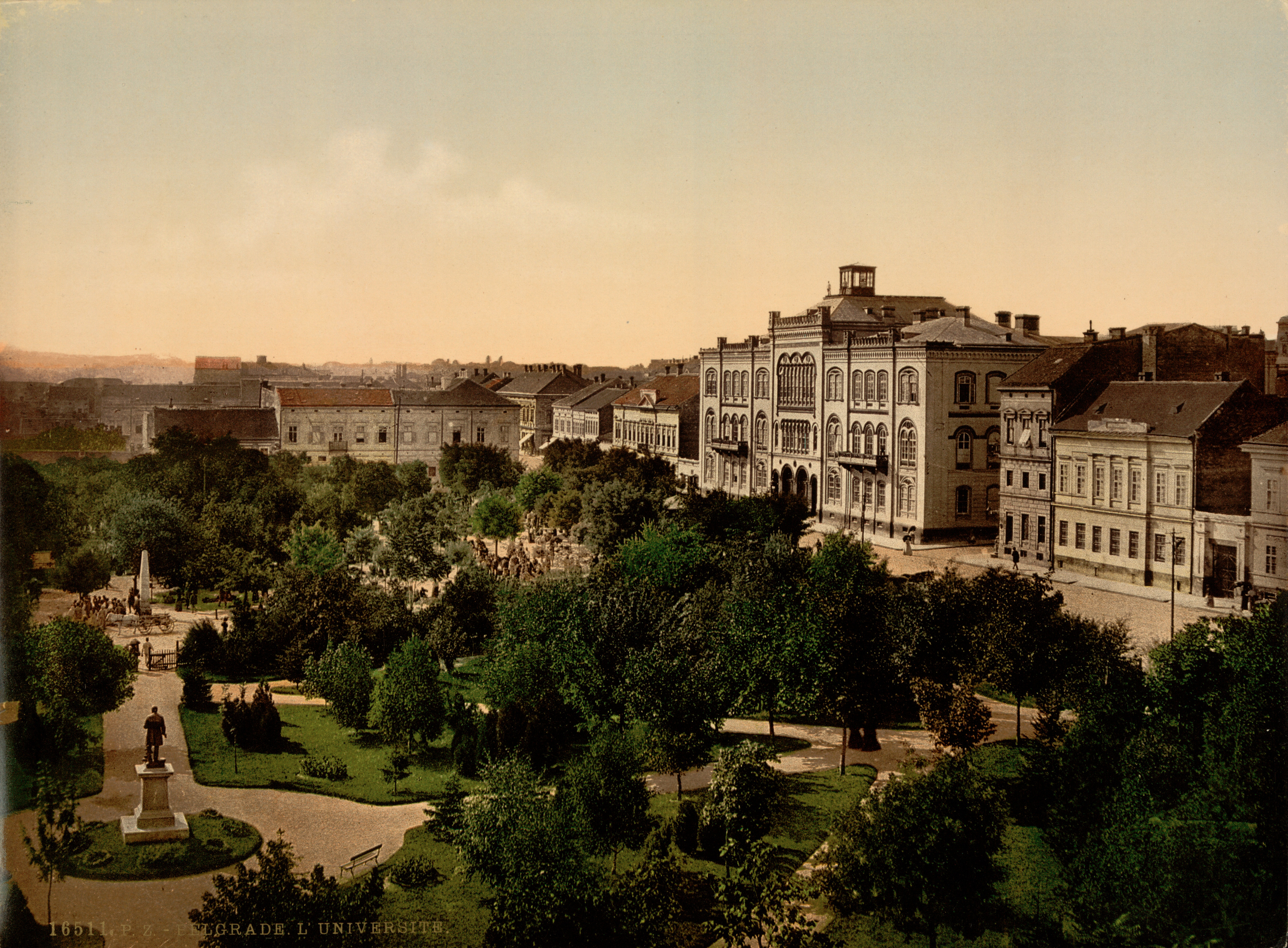
Sede dell'Università di Belgrado nel 1890.

Le maggiori città del Regno di Serbia erano (la popolazione è calcolata nel 1910-1912):
- Belgrado - 100.000
- Prizren - 60.000
- Bitola - 54.000
- Skopje - 50.000
- Niš - 25.000
- Veles - 24.000
- Priština - 20.000
- Prilep - 20.000
- Ohrid - 18.000
- Kragujevac - 15.500
- Tetovo - 14.000
- Leskovac - 13.700
- Šabac - 12.800
- Požarevac - 12.000
- Mitrovica - 12.000
- Vranje - 12.000
- Pirot - 10.000